# Convocazioni alla Coppa del Mondo femminile di pallavolo 2011
Elenco delle giocatrici convocate per la Coppa del Mondo 2011.